# Degas (krater)
Krater Degas – krater na Merkurym o średnicy 52 km. Znajduje się on na 37,12° szerokości północnej oraz 127,99° długości zachodniej. Nazwa krateru pochodzi od Edgara Degas, francuskiego malarza impresjonisty.
Dno krateru jest wypełnione grupą skomplikowanych pęknięć, które powstały w czasie kiedy powierzchnia stopiona na skutek uderzenia kurczyła się i stygła. Różnokolorowe osady wskazują na ich różnorodny skład. Na ścianach krateru oraz wokół centralnego stożka widoczny jest stosunkowo niedawno odsłonięty materiał.